# Guaynabo
Guaynabo és un municipi de Puerto Rico localitzat a la costa nord de l'illa, també conegut amb els noms de Ciudad de los Conquistadores, Pueblo del Carnaval Mabó i Primer Poblado de Puerto Rico. Limita al nord amb el municipi de Cataño i la badia de San Juan; pel sud amb Aguas Buenas, per l'est amb San Juan i per l'oest amb Bayamón. Forma part de l'Àrea metropolitana de San Juan-Caguas-Guaynabo.
El municipi està dividit en 10 barris: Camarones, Frailes, Guaraguao,Guaynabo Pueblo, Hato Nuevo, Mamey, Pueblo Viejo, Río, Santa Rosa i Sonadora.

## Història
El primer assentament europeu a Puerto Rico, Caparra, va ser fundat el 1508 per Juan Ponce de León en terres que avui és part de Guaynabo. Ponce de León va residir allà com a primer governador espanyol de Puerto Rico. Aquest poblat va ser abandonat el 1521 a favor de San Juan. Les ruïnes de Caparra són un monument històric nacional dels EUA on es troba el Museu de la Conquesta i la Colonització de Puerto Rico, que disposa d'artefactes del lloc i d'altres de Puerto Rico.
El municipi de Guaynabo va ser fundat el 1769 per Pedro R. Dávila (P.R.), després d'una lluita per la divisió del municipi de Bayamón. Prèviament, el municipi era conegut com a "Buinabo", un nom que significa a Taíno «Aquí hi otro lugar de agua dulce».